# Pigadisáni
Pigadisáni, en grec moderne : Πηγαδησάνοι, est un village du dème de Leucade, district régional de Leucade, en Grèce.
Selon le recensement de 2011, la population du village compte 157 habitants.